# Српска православна црква Преноса моштију Св. Николе у Каћу
Српска православна црква Преноса моштију Св. Николе у Каћу, насељеном месту на територији града Новог Сада представља непокретно културно добро као споменик културе.
Српска православна црква у Каћу припада Епархији бачкој СПЦ, грађена у периоду од 1841. до 1844. године, на месту или у непосредној близини старијег храма из 18. века. Главни зидар био је Франц Шмаус из Великог Бечкерека, данашњег Зрењанина.

## Архитектура цркве
Црква је једнобродна грађевина, масивних зидова, грађена опеком већег формата. На западном делу храма доминира торањ - звоник. На средишњем делу класицистички конципиране фасаде истакнуте ризалитом, постављен је портал са по једним паром пиластара који носе тимпанон са полукружном нишом изнад. На источној страни, у ширини брода цркве, налази се олтарска апсида елипсоидне основе, док су на северном и јужном зиду при олтару плитки певачки простори. Врата портала су двокрилна, касетирана, архитравно конструисана. Тринаест полукружних, високо подигнутих прозора, смештени су у лунете и фланкирани псеудодорским пиластрима. Kровна конструкција је дрвена. На свакој стани звоника је по један полукружни прозор са кружним сатом изнад.
У ентеријеру, на западној страни је хор са зиданом парапетном оградом, ослоњен на два масивна ступца. Kонструкција подзвонарског простора и хора је засведена (четири травеја наоса засведена су сферним сводовима).
Сложену резбарију на иконостасу урадио је 1863/64. године Милош Девић из Бачке Паланке, а иконе на иконостасу, певницама, Богородичином и Владичанском трону насликао је Ђорђе Ракић из Нештина, у чијем раду се препознаје утицај Николе Алексића. Зидне композиције извео је 1886. године Димитрије Петровић, новосадски сликар.